# Theodor Hosemann

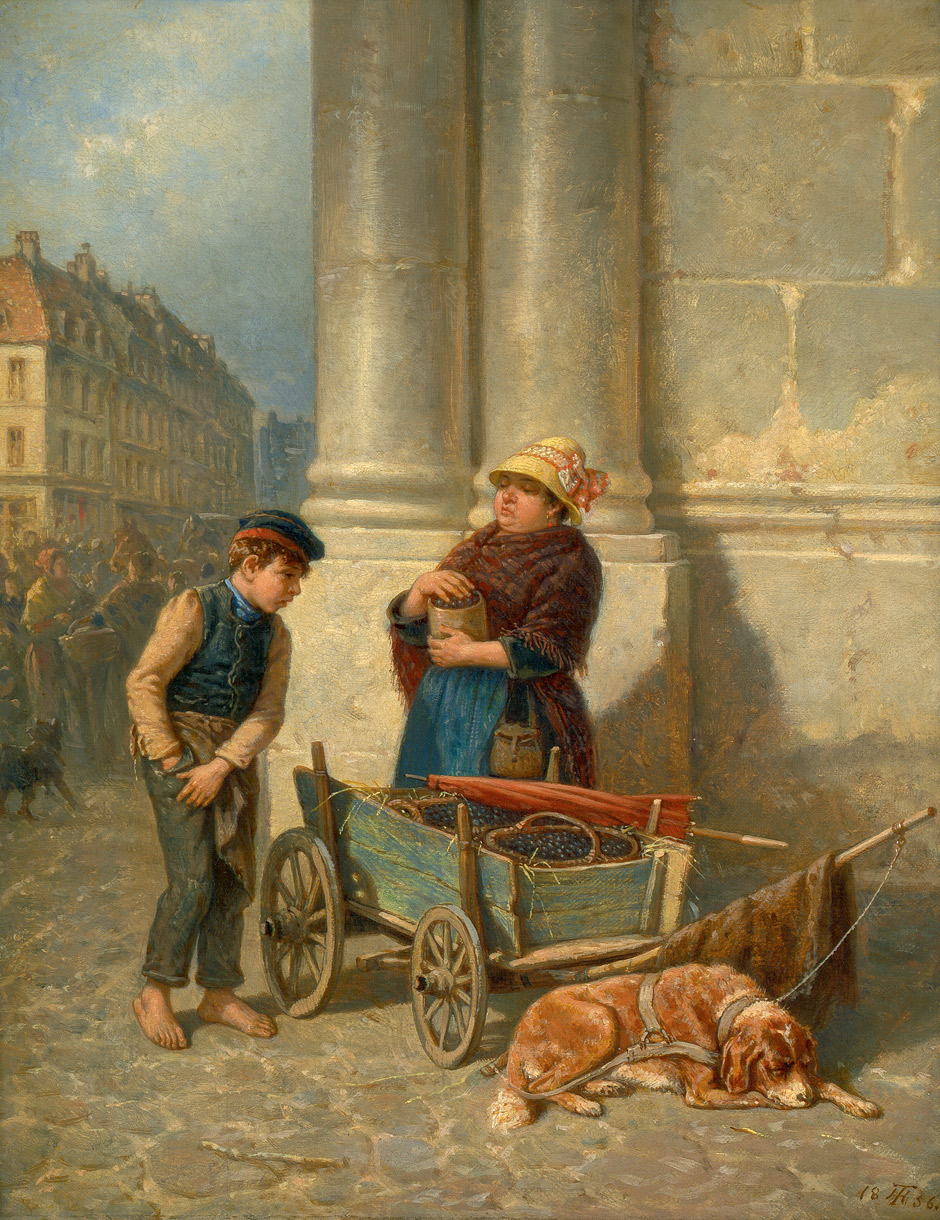
The Kirsch Seller (1856)

Friedrich Wilhelm Heinrich Theodor Hosemann (Brandeburgo sulla Havel, 24 settembre 1807 – Berlino, 15 ottobre 1875) è stato un illustratore, disegnatore e pittore tedesco.

## Biografia
Hosemann era il figlio di un ufficiale dell'esercito prussiano. All'età di dodici anni, divenne apprendista presso la ditta Arnz & Winckelmann a Düsseldorf. Tre anni dopo, fu impiegato come disegnatore, con uno stipendio annuo di 200 talleri. Nel frattempo, si dedico anche alla pittura frequentando l'Accademia di Düsseldorf.
Nel 1828, Winckelmann si mise in affari in proprio, creando una casa editrice chiamata Winckelmann and Sons a Berlino. Hosemann andò con lui come capo Illustratore, prendendo il doppio stipendio di quello precedente. Quell'anno, fornì numerosi disegni per bambini e nel 1830 era ben noto per i suoi disegni umoristici, fornì anche delle illustrazioni a diversi editori. Dal 1834 al 1852 ha goduto di una proficua collaborazione con il satirico Adolf Glassbrenner; pubblicando una serie di 32 libri intitolati Berlin wie es ist und - trinkt.
Dal 1842 al 1855 fu membro di una società letteraria chiamata Tunnel über der Spree. Nel 1850, si associò col gruppo Rütli, una società illustrativa.
Nel 1857, fu nominato professore presso l'Accademia delle arti di Prussia e tre anni dopo fu membro a pieno titolo. L'illustratore e fotografo Heinrich Zille è stato uno dei suoi studenti.
Nel 1910, una strada nel quartiere berlinese di Pankow gli è stata intitolata.

## Illustrazioni
Una grande raccolta di sue illustrazioni sono state digitalizzate dall'Università e Biblioteca di Stato di Düsseldorf, comprese le opere complete di E. T. A. Hoffmann:
- E. T. A. Hoffmann’s gesammelte Schriften. Mit Federzeichnungen von Theodor Hosemann. Reinmer, Berlino 1857.[3]
  - Bd. 3: Die Serapion-Brüder.[4]
  - Bd. 4: Die Serapion-Brüder.[5]
  - Bd. 5: Nachtstücke.[3]
  - Bd. 6: Die Elixiere des Teufels: Nachgelassene Papiere des Bruders Medardus, eines Capuziners.[6]
  - Bd. 7: Fantasiestücke in Callot’s Manier: Blätter aus dem Tagebuch eines reisenden Enthusiasten.[7]
  - Bd. 8: Lebens-Ansichten des Katers Murr: nebst fragmentarischer Biographie des Kapellmeisters Johannes Kreisler in zufälligen Makulaturblättern.[8]
  - Bd. 11: E.T.A. Hoffmann’s Erzählungen aus seinen letzten Lebensjahren: Theil 1.[9]
  - Bd. 12: E.T.A. Hoffmann’s Erzählungen aus seinen letzten Lebensjahren: Theil 2.[10]

## Galleria d'immagini

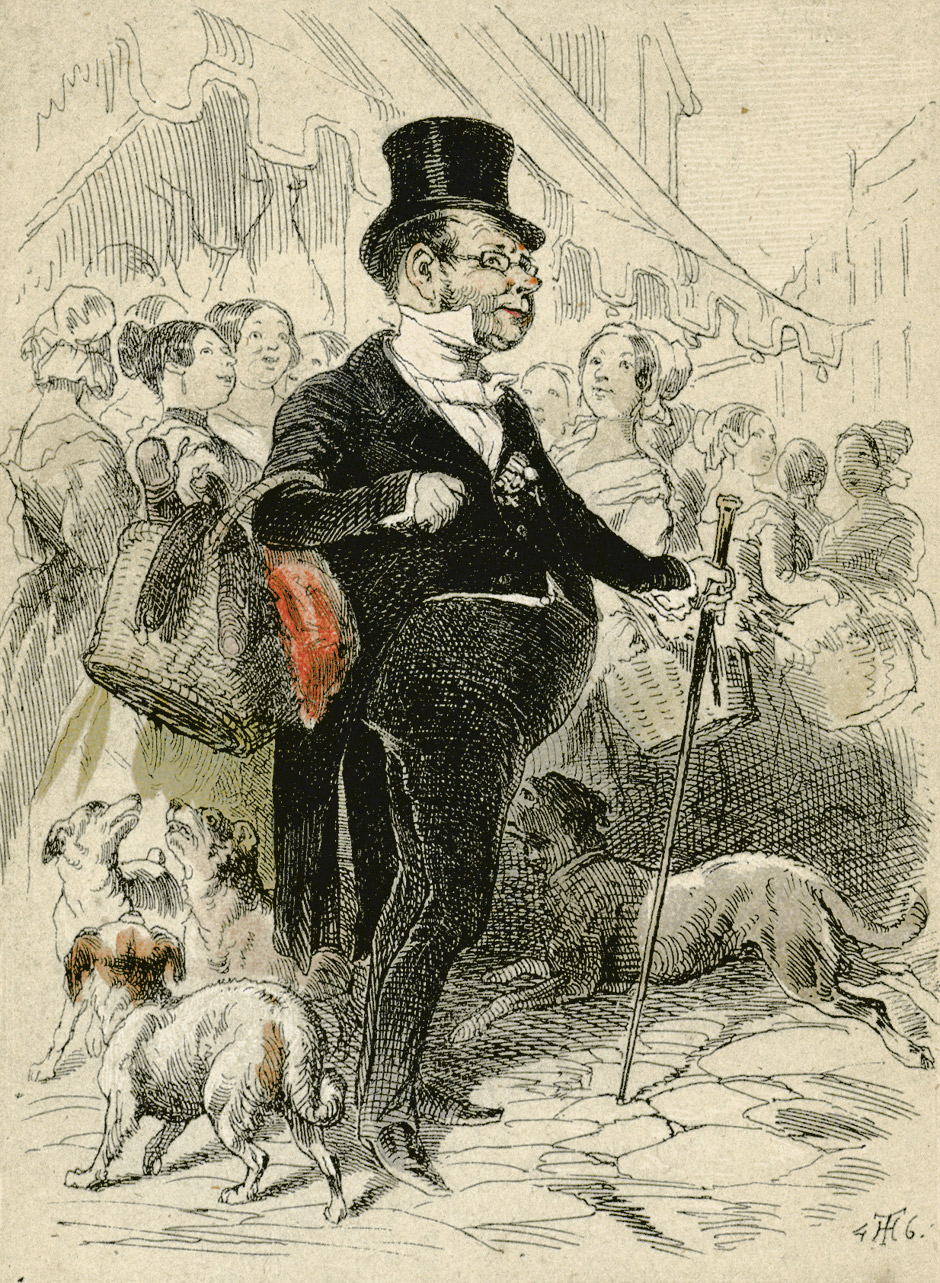
Tratto da Wien wie es ist di Gross-Hoffinger
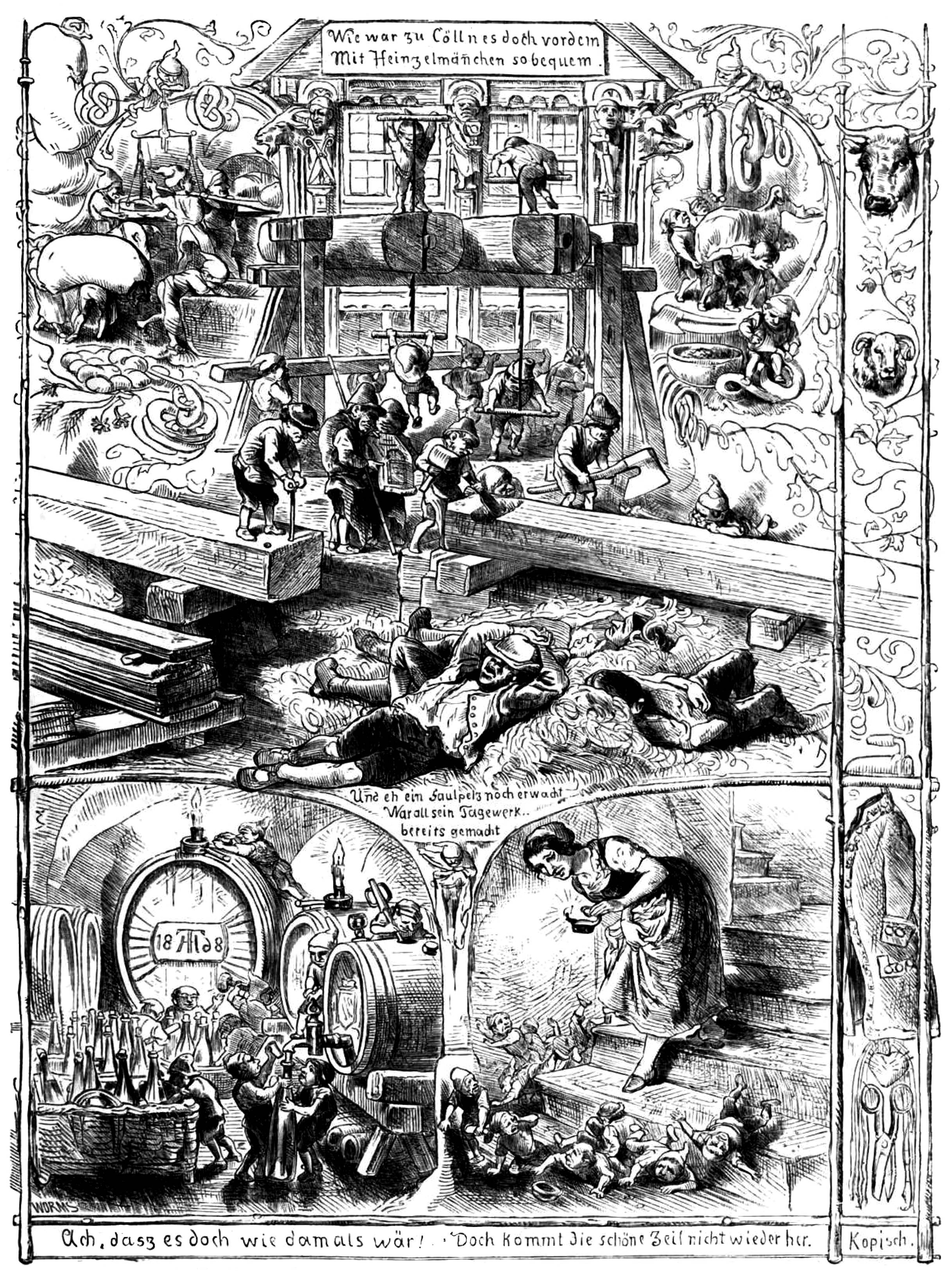
Per la poesia Die Heinzelmännchen di Kopisch
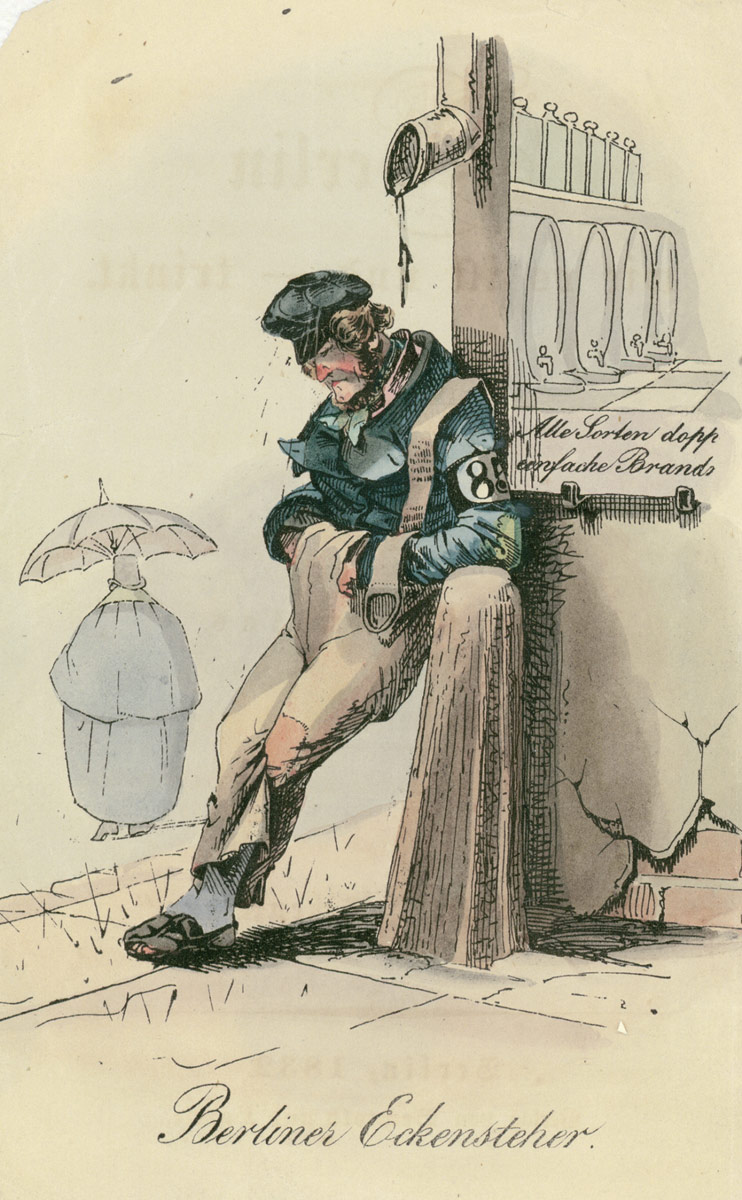
The Loiterer (Eckensteher) da Berlin wie es ist
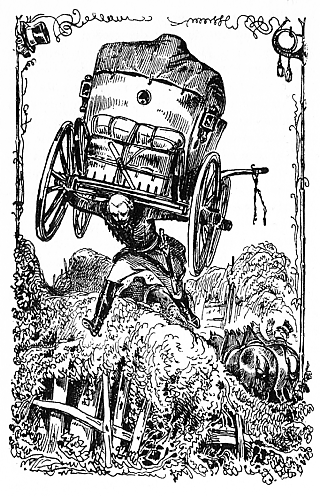
Da Münchhausen di Bürger
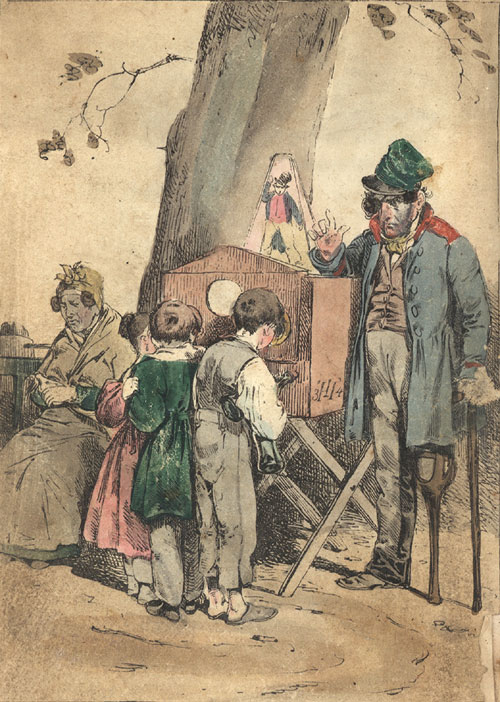
The Peep show in Berlin wie es ist